# کریستیان دپورتزآمپاک
کریستیان دپورتزآمپاک (به فرانسوی: Christian de Portzamparc) (زاده ۵ می ۱۹۴۴ در کازابلانکا، مراکش) معمار و شهرساز برجسته فرانسوی و برنده جایزه پریتزکر ۱۹۹۴ است.